# Mobb Deep
Mobb Deep («Мобб Дип») — американский хип-хоп-дуэт из государственного жилищного сектора Куинсбридж Хаузес нью-йоркского района Лонг-Айленд-Сити в Куинсе, который был основан в 1991 году рэперами Havoc («Хавок») и Prodigy («Продиджи»).
Группа добилась широкой известности в середине 1990-х годов и является одной из самых выдающихся групп в хип-хопе Восточного побережья. Они были известны своим тёмным хардкорным звучанием и откровенным описанием суровой уличной жизни. Mobb Deep стал одним из самых успешных рэп-дуэтов в хип-хопе, продав более трёх миллионов альбомов по всему миру. Самыми известными их альбомами считаются The Infamous (1995), Hell On Earth (1996) и Murda Muzik (1999), а среди их главных хитов — «Shook Ones, Pt. II», «Survival of the Fittest» и «Hell on Earth».
Дуэт распался в 2012 году, но воссоединился в 2013 году. Prodigy умер 20 июня 2017 года. В настоящий момент Havoc работает над новым альбомом Mobb Deep, который станет последним альбомом дуэта.

## История

### Ранняя карьера
В 1991 году Havoc и Prodigy первоначально стали называться «Poetical Prophets» (с англ. — «Поэтические пророки») и начали делать демозаписи. Они обнаружили адреса штаб-квартиры звукозаписывающего лейбла на обороте альбомов, принесли с собой кассетный магнитофон и попросили проходящих артистов послушать их музыку. Единственным артистом, который остановился послушать их музыку, был Q-Tip из группы A Tribe Called Quest; Prodigy вспоминает: «В тот день [Q-Tip] познакомил нас с Крисом Лайти и группой людей из Rush Associated Labels в офисе Def Jam — так мы всех и встретили». Вскоре после этого, Prodigy подписал демо-контракт с Jive Records и получил неупомянутое гостевое появление в песне «Too Young» с R&B-группой Hi-Five на саундтреке к фильму Ребята по соседству. Jive Records решил не подписывать Poetical Prophets как дуэт, однако они были представлены в колонке «Unsigned Hype» в журнале The Source в июле 1991 года, которая помогла продвинуть их демо-песню «Flavor for the Nonbelievers». В 1992 году дуэт сменил своё название на «Mobb Deep» и подписал контракт с лейблом 4th & B’way Records, выпустив сингл «Peer Pressure» в поддержку их дебютного альбома Juvenile Hell. Альбом был выпущен в 1993 году, а позже в том же году Havoc выступил в качестве гостя в песне под названием «U da Man» в альбоме Enta da Stage группы Black Moon.

### Подъём к успеху
Группа добилась своего первого большого успеха со своим вторым альбомом, The Infamous, выпущенным в 1995 году. Мобб Дип катапультировался на вершину хардкорной хип-хоп-сцены благодаря откровенному описанию уличной жизни в государственном жилищном секторе Куинсбридж Хаузес, где вырос Havoc. После выхода The Infamous Mobb Deep стал одним из самых плодовитых артистов Восточного побережья. Продакшн этого альбома был очень мрачным и основанным на семплах благодаря Havoc’у, который начал продюсировать биты, хотя Q-Tip также внёс свой вклад в продакшн и сведение. Кроме того, хитовый сингл «Shook Ones Pt. II», ремикс на хит «Shook Ones», получил признание со стороны музыкальных критиков.
Третий альбом Mobb Deep, Hell on Earth, был выпущен в 1996 году и дебютировал под номером шесть в чарте Billboard 200; альбом продолжил изображение дуэтом суровой уличной жизни, в то же время выдвигая их на передний план хип-хоп-сцены наряду с современными рэперами Восточного побережья, такими как The Notorious B.I.G., Jay-Z, Wu-Tang Clan и другим рэпером из Куинсбриджа, Nas. Nas, а также Method Man, Ghostface Killah и Raekwon из Wu-Tang Clan появились в альбоме Hell on Earth.
В 1996 году они появились на сборнике международной организации Red Hot Organization, America is Dying Slowly, вместе с Biz Markie, Wu-Tang Clan и Fat Joe среди многих других выдающихся хип-хоп-исполнителей. Этот сборник был предназначен исключительно для повышения осведомленности об эпидемии СПИДа среди афроамериканских мужчин, и этот сборник был назван «шедевром» журналом The Source. В 1997 году Mobb Deep был принял участие на треке Frankie Cutlass «Know Da Game», в котором также есть Kool G Rap. В 1998 году дуэт сотрудничал с танцором регги Bounty Killer на треке «Deadly Zone» для саундтрека к фильму Блэйд. В 1999 году они выпустили долгожданный альбом Murda Muzik, у которого, несмотря на обширное бутлегерство, большинство его песен было случайно «слито». Это привело к задержкам в выпуске официального альбома. Когда альбом был официально выпущен, он в конце концов дебютировал под номером три в чарте Billboard 200 и быстро получил «платиновую» сертификацию, а затем был продвинут популярным синглом «Quiet Storm». Вскоре после этого Prodigy выпустил свой долгожданный сольный альбом H.N.I.C., в котором он сотрудничал с другими артистами, такими как B.G. и N.O.R.E. и продюсерами, включая The Alchemist, Rockwilder и Just Blaze.

### Вражда Восточного побережья против Западного побережья
Mobb Deep был частью печально известного соперничества между Восточным и Западным побережьями, которое подпитывалось и всё более активно пропагандировалось частными СМИ. Вражда началась, когда Снуп Догг и группа с Западного побережья, Tha Dogg Pound, выпустили песню «New York, New York», на которую Mobb Deep вместе с Capone-N-Noreaga и Tragedy Khadafi ответили песней «L.A L.A» (Эту песню можно найти на дебютном альбоме Capone-N-Noreaga The War Report). Эта песня была выпущена во время последних дней заключения рэпера Тупака Шакура. Члены группы Тупака, Outlawz, предположительно, посетили концерт Mobb Deep; затем они посетили с Тупаком из-за публичных слухов о том, что дуэт унизил их на концерте. Тупак оскорбил Mobb Deep на нескольких треках, включая «Hit 'Em Up» и «When We Ride on Our Enemies», в которых Тупак освещает болезнь Prodigy, имеющего серповидноклеточную анемию. Среди дополнительных дисс-треков Тупака: «Bomb First (My Second Reply)» и «Against All Odds», оба из которых были выпущены на посмертном студийном альбоме Тупака The Don Killuminati: The 7 Day Theory. Mobb Deep отомстили ему в их альбоме 1996 года Hell on Earth, в котором есть дисс-трек под названием «Drop a Gem on 'Em».
«Я был рад этому», — сказал Хавок Джеку Триллеру. "Ниггер, произносящий наши имена. Я не знал, из-за чего был биф. Мне даже было всё равно. Я сказал «Чёрт, ты слышал это? 2Pac оскорбляет нас. Мы собираемся продать некоторые записи». Хавок также сообщил, что Мобб Дип никогда даже «не пересекался» с Паком до его смерти в сентябре 1996 года. Он добавил: «И у нас никогда не было возможности пересечься с ним, потому что он скончался», он сказал. «Я видел его с большого расстояния, но я никогда не встречал его. [Я был] фанатом. Но даже не знал его».

### 2000—2010
В 2001 году Mobb Deep выпустили пятый студийный альбом Infamy. В нём были песни «Burn» и «Crawlin'», которые были восприняты как ответ на дисс-трек «Takeover» рэпера Jay-Z. Альбом ознаменовался серьёзным стилевым изменением, в котором дуэт отошёл от грубого, минималистского, наипростейшего бита в сторону коммерческого дружелюбия в отношении таких песен, как «Hey Luv (Anything)». Этот переход способствовал обвинениям в «продажности». В 2003 году группа рассталась с Loud Records и выпустила микстейп Free Agents: The Murda Mix Tape, на котором Havoc и Prodigy объявили себя «свободными агентами» и обратились к расколу группы со старым лейблом и поиском нового лейбла. Jive Records подписал дуэт позже в этом году, заключив сделку с собственным лейблом группы. Затем Mobb Deep выпустил Amerikaz Nightmare в 2004 году. Альбом продавался плохо и привёл к уходу группы с лейбла. Сегодня, в результате различных слияний, все студийные альбомы Mobb Deep с 1995 по 2004 год принадлежат Sony Music Entertainment.

#### G-Unit Records
В июне 2005 года Mobb Deep объявил, что подписал контракт с G-Unit Records. 50 Cent был связан с Mobb Deep, когда он рос в Куинсе, а Havoc обеспечивал продакшн проектов G-Unit, Lloyd Banks, The Game и Tony Yayo. Mobb Deep выпустил свой седьмой альбом Blood Money в 2006 году. В нём участвуют участники G-Unit: 50 Cent, Lloyd Banks, Tony Yayo и Young Buck, а также Mary J. Blige и Nate Dogg. В 2006 году Mobb Deep стал первым американским хип-хоп-дуэтом, выступившим в Индии с помощью телепередачи Hip Hop Hustle канала VH1. В конце 2009 года Mobb Deep были освобождены от контракта с G Unit.

### 2011—2017: Распад, воссоединение,The Infamous Mobb Deepи смерть Prodigy
4 апреля 2011 года Mobb Deep выпустил новый сингл «Dog Shit» с участием рэпера Nas. Это была первая официальная песня Mobb Deep со времени выхода Prodigy из тюрьмы. Песня была спродюсирована Havoc и The Alchemist.
27 июля 2012 года Havoc сказал AllHipHop в интервью, что группа находится в бессрочном отпуске. Согласно HipHopDX, участники Mobb Deep поссорились после того, как Havoc атаковал Prodigy в Твиттере, и в итоге в Интернет просочился аудиотрек, в котором он оскорблял Prodigy во время их концерта на мероприятии SXSW. Первоначально Хавок утверждал, что его аккаунт был взломан. Однако позже он признал, что это был он, так как считал Твиттер неадекватным местом для разрешения конфликта. Он также заявил, что записал дисс-трек на Prodigy — «Same Shit Different Day». Песня позже была названа «Separated (Real from the Fake)» и появилась в сольном альбоме Havoc 13.
В январе 2013 года Prodigy объявил, что уверен, что в будущем он сделает запись с Havoc. Mobb Deep появился в дебютном альбоме рэпера Papoose The Nacirema Dream на треке «Aim, Shoot». Позже они воссоединились и выступили на фестивале Paid Dues 30 марта 2013 года; они отправились в международный тур, посвященный 20-летию группы, начиная с мая 2013 года. 22 марта 2013 года группа официально воссоединилась для интервью и объяснила, что музыка была самой важной вещью в их жизни, и что они слишком долго были друзьями, чтобы разорвать дружбу.
В мае 2013 года вышел третий студийный альбом Havoc, 13. Havoc объявил, что он и Prodigy находятся в студии более месяца, работая над их восьмым студийным альбомом, который он заявил, что уже «наполовину закончен». Он также упомянул, что он будет делать всю работу по продакшену над альбомом
1 апреля 2014 года группа выпустила свой восьмой студийный альбом, The Infamous Mobb Deep, двойной альбом, который включал один диск с оригинальной новой музыкой и один с неизданными треками из сессий альбома The Infamous.
20 июня 2017 года Prodigy скончался от случайного удушья, будучи госпитализированным в Лас-Вегасе с осложнениями, связанными с его серповидноклеточной анемией.

## Наследие
Mobb Deep способствовал популяризации сленга 1990-х, называемого Dunn language, термина, впервые упомянутого на сингле 1999 года «Quiet Storm», в котором Prodigy говорит: «you’s a dick blower, [you] tryin' to speak the Dunn Language?/ „what’s the drilly“ with that though? „It aint bangin“/ you hooked on Mobb phonics, Infamous 'bonics.»
Термин «dunn» предположительно возник в нью-йоркских домах для бедных в Куинсбридже от знакомого Prodigy, Bumpy, чья речь мешала ему произносить букву «S», например, в слове «сын». Препятствие побудило его положить язык на два передних зуба нёба, издавая звук «th» или «d». Mobb Deep попытался претендовать на владение этим сленга; Кроме того, они собирались выпустить альбом под названием The Dunn Language в 2002 году, но проект был отложен из-за проблем с лейблом.
15 сентября 2018 года во время интервью для HipHop4Real, Havoc признался, что он работает над новым альбомом Mobb Deep, который станет последним альбомом дуэта. Также ведётся работа над совместным проектом Mobb Deep и продюсера The Alchemist, анонсированного несколько лет назад.
В конце 2019 года Havoc вместе с Big Noyd и DJ L.E.S. отправился в тур «Murda Muzik 20th Anniversary Tour», состоящий из 17 городов, в честь 20-летия альбома Mobb Deep «Murda Muzik». В число этих городов вошли Москва и Санкт-Петербург (концерты прошли, соответственно, 8 и 10 декабря)

## Дискография

### Студийные альбомы
- Juvenile Hell (1993)
- The Infamous (1995)
- Hell On Earth (1996)
- Murda Muzik (1999)
- Infamy (2001)
- Amerikaz Nightmare (2004)
- Blood Money (2006)
- The Infamous Mobb Deep (2014)

### Мини-альбомы
- Survival of the Fittest 2 (2015)

### Микстейпы
- Pre-Hell (1996)
- Black Cocaine (2011)
- White Cocaine (2011)
- White Cocaine 2 (2015)